# Tierra Adentro 1.ª Sección
Tierra Adentro 1.ª Sección es una ranchería del municipio de Jalpa de Méndez ubicado en la subregión centro del estado mexicano de Tabasco.

## Geografía
La localidad de Tierra Adentro 1.ª Sección se sitúa en las coordenadas geográficas 18°05′52″N 93°01′39″O / 18.097778, -93.027500, a una elevación de 8 metros sobre el nivel del mar.

## Demografía
Según el Conteo de Población y Vivienda 2020, efectuado por el Instituto Nacional de Estadística y Geografía, la localidad de Tierra Adentro 1.ª Sección tiene 1,235 habitantes, de los cuales 602 son del sexo masculino y 633 del sexo femenino. Su tasa de fecundidad es de 2.3 hijos por mujer y tiene 321 viviendas particulares habitadas.
| Gráfica de evolución demográfica de Tierra Adentro 1.ª Sección entre 1900 y 2020 |
|                                                                                  |
| INEGI.                                                                           |